# Devasahayam Pillai
Devasahayam Pillai (em malaiala: ദേവസഹായം പിള്ള; em tâmil: முத்திப்பேறு பெற்ற தேவசகாயம் பிள்ளை; Nattalam, 23 de abril de 1712 – Aralvaimozhi, 14 de janeiro de 1752) conhecido pelo seu nome de batismo latinizado Lázaro, foi um nobre e leigo hindu que se converteu ao cristianismo. Ele foi torturado e fuzilado, por se recusar a abandonar a fé católica.
Ele era um oficial na corte do rei de Travancor, Maharaja Marthanda Varma, quando a cidade ficou sob a influência da marinha holandesa. O capitão e comandante holandês Eustachius De Lannoy o instruiu no catolicismo.
Ele se casou e foi batizado já adulto, após insistentes pedidos, adotando o nome de Lázaro, que, assim como seu nome original, significa Deus é meu auxílio. Ele foi acusado de traição, destituído de seu cargo na administração, preso e torturado por três anos e exilado. Alguns soldados o executaram, atiraram nele e seu corpo foi jogado fora descuidadamente. Ele está enterrado na Catedral de São Francisco Xavier em Nagercoil, no extremo sul da Índia, onde recebe a veneração dos católicos indianos.
Ele é considerado um mártir e foi declarado beato em 2012 pelo Papa Bento XVI. Mais tarde, em 15 de maio de 2022, foi canonizado pelo Papa Francisco na Praça de São Pedro, no Vaticano, diante de quase 50 mil peregrinos. Devasahayam é o primeiro leigo indiano a ser reconhecido como santo pela Igreja Católica, sendo celebrado no dia 14 de janeiro.